# 葉炳南
葉炳南（1938年—），生於中華民國福建省連江縣，前中華民國軍事情報局上校情報官，曾任香港站長。在1999年退休後前往中國大陸，遭到逮捕，後於2003年獲釋。

## 生平
其父親服役於軍情局，曾負責至中國大陸收集情報，發展情報組織。
學校畢業後，原在馬祖擔任教師。1966年，考取軍情局情幹班，接受訓練；1968年掛階，開始執行情報任務。歷任情報官、安參官、綜情官、組長、副主任，最後升任為英屬香港站長，負責主管香港和葡屬澳門的情報工作。在香港回歸之後，他成為最後一任香港站長。
1999年1月退休，退休後為了處理在中國大陸的交接事項等，違反軍情局規定，於同年3月赴廣州，被中共國安單位逮捕，以間諜罪名，判刑五年。在服刑4年1個月後，於2003年獲釋返台。

## 劉連昆案
中國商人賴昌星出版的《遠華案黑幕》中說，葉炳南被捕是由他設計的，他以介紹生意為由，邀請葉炳南夫妻等六人至廈門，廣東省安全廳的人逮捕了這六人進行審訊，只有葉炳南遭到拘留，在葉炳南被捕後供出劉連昆等人的情報，使得中华民国在中國大陸的情報網被破。
葉炳南本人否認賴昌星說法，他說劉連昆等人在他被逮捕前的一個月就已經遭發現、逮捕，否認他曾經洩密。